# Scott Atchison
Scott Barham Atchison (Denton, 29 marzo 1976) è un ex giocatore di baseball statunitense.

## Carriera

### Minor League (MiLB)
Atchison venne originariamente selezionato ne 36º turno del draft MLB 1994 dai Seattle Mariners ma rifiutò e si iscrisse alla Texas Christian University di Fort Worth. Entrò nel baseball professionistico quando venne selezionato nuovamente dai Mariners, al 49º giro del draft amatoriale del 1998 come 1.424a. Nel 1999 giocò nella Midwest League singolo A con i Wisconsin Timber Rattlers, chiuse con 4 vittorie e 5 sconfitte, 3.42 di ERA in 15 partite. Nel 2000 passò nella California League singolo A avanzato con i Lancaster JetHawks, chiuse con 5 vittorie e 5 sconfitte, 3.69 di ERA in 18 partite. Successivamente passò nella Pacific Coast League triplo A con i Tacoma Rainiers, chiudendo con una vittoria e una sconfitta, 3.81 di ERA in 5 partite.
Nel 2001 scese nella Texas League doppio A con i San Antonio Missions, chiuse con 9 vittorie e 10 sconfitte, 4.24 di ERA in 24 partite. Nel 2002 ritornò con i Tacoma Rainiers chiudendo con 5 vittorie e 10 sconfitte, 4.63 di ERA in 27 partite.
Nel 2003 giocò 39 partite finendo con 6 vittorie e 9 sconfitte, 4.31 di ERA. Nel 2004 chiuse con 5 vittorie e 3 sconfitte, 4.15 di ERA in 40 partite.
Nel 2005 giocò nella Arizona League rookie con gli AZL Marines, chiuse con 5.40 di ERA in 4 partite. Poi giocò con i San Antonio Missions, chiuse con 0.00 di ERA in 5 partite. Infine giocò con i Rainiers finendo con 4.15 di ERA in 10 partite. Nel 2006 finì con 4 vittorie e nessuna sconfitta, 2.34 di ERA e una vittoria su 3 opportunità in 30 partite.
Nel 2007 passò nella Pacific Coast League con i Fresno Grizzlies, chiudendo con 3 vittorie e 2 sconfitte, 2.01 di ERA e 4 salvezze su 6 opportunità in 38 partite. Nel 2010 passò nella International League triplo A con i Pawtucket Red Sox, chiuse con una vittoria e nessuna sconfitta, 4.05 di ERA e nessuna salvezza su una opportunità in 11 partite.
Nel 2011 chiuse con 6 vittorie e 2 sconfitte, 2.64 di ERA e 5 salvezze su 9 opportunità in 36 partite. Nel 2012 chiuse con 13.50 di ERA in 2 partite.
Nel 2013 giocò nella Gulf Coast League rookie con i GCL Mets finendo con nessuna vittoria e una sconfitta, 4.50 di ERA in 2 partite da partente (2.0 inning). Successivamente giocò nella Florida State League singolo A avanzato con i St. Lucie Mets finendo con 0.00 di ERA in una singola partita (1.0 inning). Infine giocò nella Eastern League doppio A con i Binghamton Mets finendo con una vittoria e nessuna sconfitta, 0.00 di ERA in 4 partite (4.0 inning).

### Major League (MLB)

#### Seattle Mariners (2004-2005)
Debuttò nella MLB il 31 luglio 2004, all'Angel Stadium di Anaheim contro i Los Angeles Angels of Anaheim. Chiuse la stagione con 2 vittorie e 3 sconfitte, 3.52 di ERA in 25 partite (30.2 inning). Nel 2005 finì con 6.75 di ERA in 6 partite (6.2 inning).

#### San Francisco Giants (2007)
Nel 2007 con i Giants giocò in 22 partite chiudendo con 4.11 di ERA e nessuna salvezza su una opportunità (30.2 inning).

### Nippon Professional Baseball (NPB)

#### Hanshin Tigers (2008-2009)
Il 20 dicembre 2007, Atchison firmò si trasferì in Giappone nella Nippon Professional Baseball con gli Hanshin Tigers.

### Ritorno in Major League

#### Boston Red Sox (2010-2012)
Il 7 dicembre 2009 firmò un contratto annuale con i Red Sox per 430.000 dollari Nella stagione 2010 con i Red Sox giocò 43 partite chiudendo con 2 vittorie e 3 sconfitte, 4.50 di ERA (60.0 inning). L'8 marzo 2011 firmò per un altro anno a 454.000 dollari, chiuse con una vittoria e nessuna sconfitta, 3.26 di ERA e una salvezza su una opportunità in 17 partite (30.1 inning).
Il 4 aprile 2012 firmò un altro anno per 510.000 dollari. Giocò in 42 partite chiudendo con 2 vittorie e una sconfitta, 1.58 di ERA e nessuna salvezza su una opportunità (51.1 inning).

#### New York Mets (2013)
Il 29 gennaio 2013 firmò per 700.000 dollari un contratto annuale da Minor League con i Mets. Prese parte alla prestagione 2013 venendo confermato a fine di essa. Il 14 maggio venne inserito nella lista infortunati (dei 15 giorni) per un'infiammazione del gomito destro. Il 25 dello stesso mese venne mandato nei St. Lucie Mets nella Minor League per la riabilitazione, per poi passare nei Binghamton Mets. Il 18 giugno ritornò in prima squadra, ma nello stesso giorno, nella partita contro gli Atlanta Braves durante la fase di riscaldamento si infortunò al bacino e fu costretto a lasciare il campo di gioco. Il giorno seguente venne spostato nuovamente nella lista infortunati (dei 15 giorni). Il 3 luglio venne assegnato ai GCL Mets nella Minor League per una nuova riabilitazione. L'11 dello stesso mese venne spostato ai Binghamton Mets. Dopo 3 giorni venne promosso in prima squadra. Chiuse la stagione con 3 vinte e altrettante sconfitta, 4.37 di ERA in 50 partite (45.1 inning). Il 2 dicembre divenne free agent.

### Cleveland Indians
Il 6 gennaio firmò con i Cleveland Indians. Il 19 agosto la franchigia estese il suo contratto per di un anno. Venne svincolato il 28 giugno 2015.

### Minnesota Twins
Il 4 luglio 2015 Atchison firmò con i Twins, che lo svincolarono appena 14 giorni dopo, il 15 luglio.

## Numeri di maglia indossati
- n° 57 con i Seattle Mariners (2004)
- n° 27 con i Seattle Mariners (2005)
- n° 52 con i San Francisco Giants (2007)
- n° 48 con i Boston Red Sox (2008-2010)
- n° 50 con i New York Mets (2013)
- n° 48 con i Cleveland Indians (2014-2015)